# My Winter Storm
My Winter Storm este cel de-al doilea album de studio lansat de cântăreața finlandeză Tarja Turunen.

## Ordinea pieselor pe disc
Versiunea standard
1. „Ite, Missa Est” — 0:27
2. „I Walk Alone” — 3:53
3. „Lost Northern Star” — 4:22
4. „Seeking for the Reign” — 0:58
5. „The Reign” — 4:07
6. „The Escape of the Doll” — 0:32
7. „My Little Phoenix” — 4:02
8. „Boy and the Ghost” — 4:36
9. „Sing for Me” — 4:16
10. „Oasis” — 5:10
11. „Poison” — 4:01
12. „Our Great Divide” — 5:05
13. „Sunset” — 0:36
14. „Damned and Divine” — 4:29
15. „Die Alive” — 4:04
16. „Minor Heaven” — 3:53
17. „Ciarán's Well” — 3:39
18. „Calling Grace” — 3:06